# Propast, Kărdjali
Propast (în bulgară Пропаст) este un sat în comuna Kărdjali, regiunea Kărdjali,  Bulgaria. 

## Demografie
Componența etnică a satului Propast
     Turci (89,1%)
     Nicio identificare (10,89%)
     Altele (0%)
La recensământul din 2011, populația satului Propast era de 101 locuitori. Din punct de vedere etnic, majoritatea locuitorilor (89,1%) erau turci. Pentru 10,89% din locuitori nu este cunoscută apartenența etnică.